# 데루오카촌
데루오카촌(光岡村)은 오이타현 히타군에 있던 촌이다. 현재의 히타시의 일부에 해당한다.

## 역사
- 1889년 4월 1일 - 정촌제 시행에 의해 히타군 데루오카촌이 성립하였다.
- 1940년 12월 11일 - 히타정, 미요시촌, 다카세촌, 아사히촌과 합병해 히타시가 성립하여, 동일 데루오카촌은 폐지되었다.

## 교통

### 철도
- 일본국유철도
  - 규다이선 (후에 규다이 본선)

## 참고문헌
- 角川日本地名大辞典 44 大分県
- 『市町村名変遷辞典』東京堂出版、1990年。